# 曼納灣

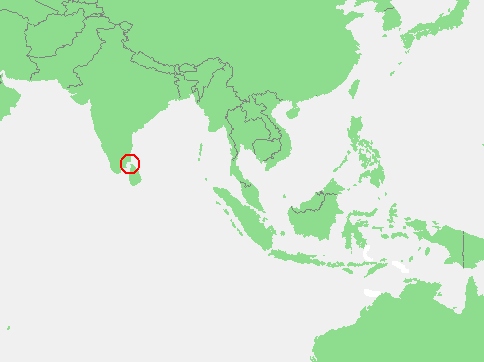
曼納灣在印度洋的位置

是位於印度洋上印度與斯里蘭卡之間的一片海域，以羅摩橋與保克海峽為界。該海灣目前由曼納灣海洋國家公園管理，管理範圍自杜蒂戈林至達那斯科迪。